# اریک هنشل
اریک هنشل (انگلیسی: Erik Henschel؛ زادهٔ ۴ اکتبر ۱۹۹۶) بازیکن فوتبال اهل آلمان است.
از باشگاه‌هایی که در آن بازی کرده‌است می‌توان به باشگاه فوتبال آینتراخت برانشوایگ اشاره کرد.